# 1483 en santé et médecine
| Années de la santé et de la médecine : 1480 - 1481 - 1482 - 1483 - 1484 - 1485 - 1486    |
| Décennies de la santé et de la médecine : 1450 - 1460 - 1470 - 1480 - 1490 - 1500 - 1510 |

Cet article présente les faits marquants de l'année 1483 en santé et médecine.

## Événements
- 15 mars : publication des statuts de la faculté de médecine d'Angers, fondée en 1433[1].
- 14 juin : le conseil de Nîmes décide de faire de l'Hôtel-Dieu, fondé par Bernard Ruffi en 1313, l'unique hôpital de la ville[2],[3].
- À Rhodes, le grand hôpital des Hospitaliers, « commencé dès 1440 et encore inachevé, accueille ses premiers malades[4] ».

## Publications

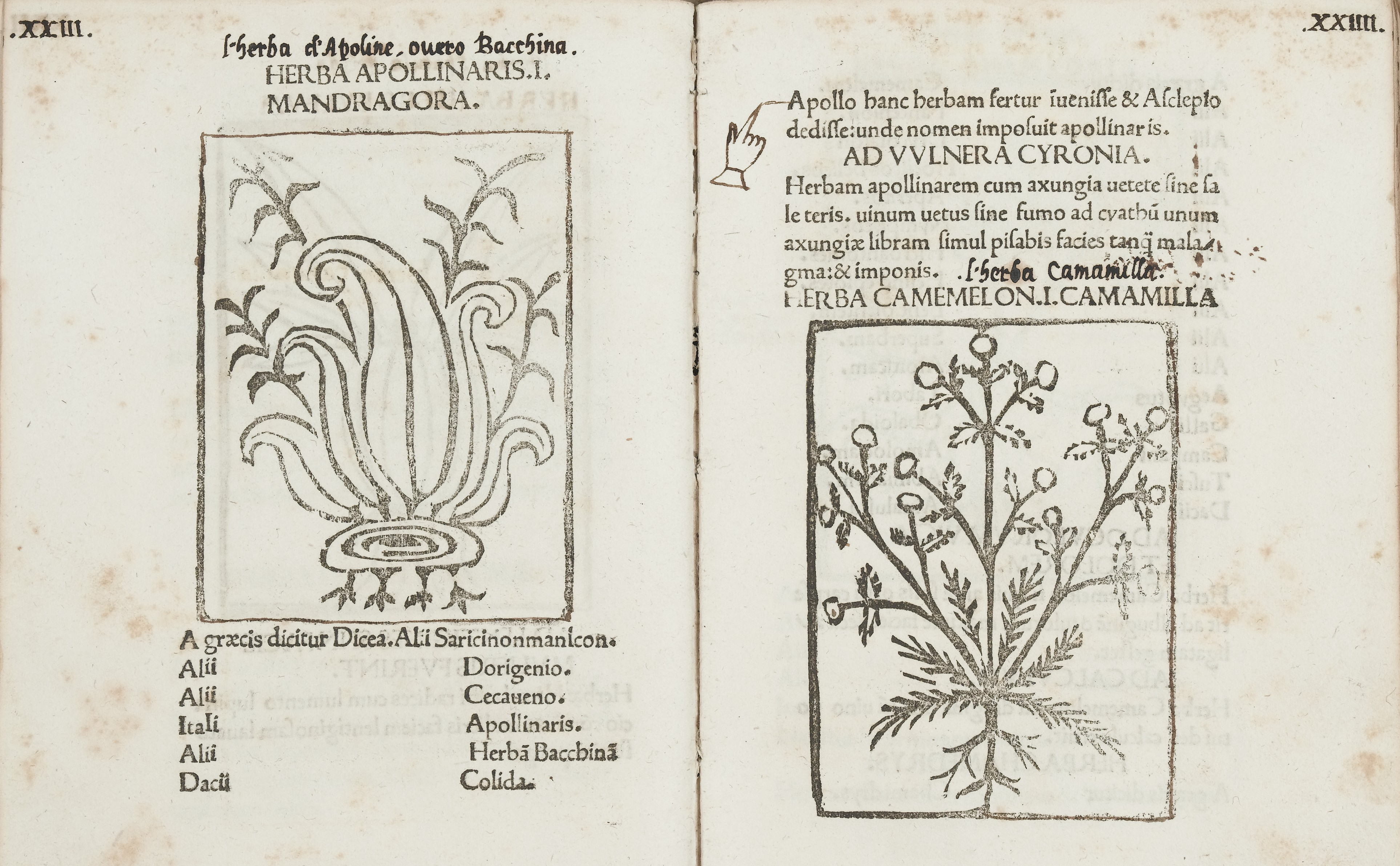
Herbarius

- 30 mars : première édition, à Venise, de la traduction latine par Gérard de Crémone (1114-1187) du Livre pour Mansour de Rhazès (864-925), présentée par Syllanus de Nigris (fl. 1398[5]-1458[6]), avec le commentaire de Pietro da Tossignano (1364-1401[7]).
- Première édition, à Venise chez Pierre Maufer et Nicolas de Contengo, de la traduction latine par Armengaud Blaise (1264-1312) du Poème de la médecine (al-Urjūza fī al-tibb) d'Avicenne (980-1037) avec les annotations d'Averroès (1126-1198)[8],[9].
- Première édition, à Rome, par Johannes Philippus de Lignamine, familier et peut-être médecin du pape Sixte IV, de l'Herbarius du Pseudo-Apulée[10].
- Première édition, à Padoue, du poème « sur les urines » (De urinarum judiciis) de Gilles de Corbeil (1140-1224) par Avenantius de Camerino, avec le commentaire de Gentile da Foligno (1280-1324[11]).

## Naissances
- 21 avril : Paul Jove (mort en 1552), historien lombard, docteur en médecine, auteur d'un Traité des poissons romains (De romanis piscibus libellus) paru en 1524[12].
- 1483 ou 1494 : François Rabelais (mort en 1553), médecin et écrivain humaniste français[13].

## Décès
- Jehan Henry (né à une date inconnue), proviseur de l'Hôtel-Dieu de Paris, auteur du Livre de vie active, ouvrage « destiné à la formation religieuse des sœurs en service à l'Hôtel-Dieu [et] d'un grand intérêt pour l'historien de la vie hospitalière[14] ».
- Pierre Choisnet (né vers 1411), médecin, astrologue et écrivain normand, au service du roi Louis XI, surtout connu comme auteur du Rosier des guerres  et du Livre des trois âges, ouvrages à visée morale, philosophique, politique ou historique, et qui ne traitent pas de médecine[15],[16].
- Vers 1483-1484 : Jean de Coulogne (né à une date inconnue), médecin, astrologue de Philippe le Bon, attesté à la cour de Bourgogne de 1436 à 1462[17].